# Maïa Plissetskaïa

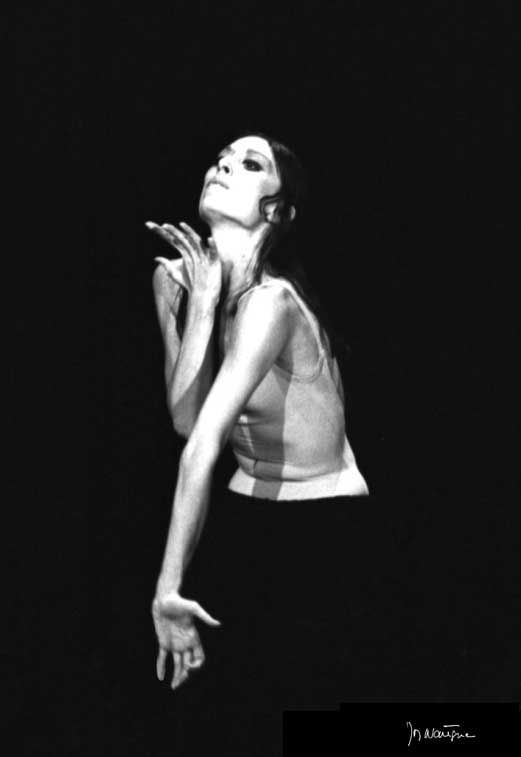
Maia Plissetskaia dans le Boléro de Ravel- chorégraphie de Maurice Béjart- Bruxelles 1975-

Maïa Mikhaïlovna Plissetskaïa (en russe : Майя Михайловна Плисецкая), née le 20 novembre 1925 à Moscou et morte le 2 mai 2015 à Munich, est une danseuse russe, considérée comme l'une des plus grandes ballerines et surnommée la « Diva de la danse ». Elle est faite prima ballerina assoluta du Bolchoï en 1962. Éternelle prima ballerina assoluta, Maïa Plissetskaïa reste unique par la hauteur de ses sauts, la fluidité de ses bras et la longévité de sa carrière (elle dansera jusqu'à 70 ans).  

## Biographie
Née à Moscou le 20 novembre 1925 dans une famille de l'intelligentsia juive, Maïa Plissetskaïa est scolarisée à Barentsburg au Spitzberg, où son père, Mikhaïl Plissetski, travaille comme ingénieur dans les mines de la concession russe du Spitzberg et comme consul,. En 1937, ce dernier est emprisonné, sous l'inculpation d'« ennemi du peuple », lors des Grandes Purges Staliniennes, puis exécuté l'année suivante. Sa mère, née Rachel Messerer, également de confession juive, actrice de cinéma muet, est emprisonnée, au motif qu'elle est l'épouse d'un « ennemi du peuple ». Elle sera déportée  au Kazakhstan avec son plus jeune fils, Azari Plissetski, alors âgé de sept mois et aujourd'hui maître de ballet au Béjart Ballet de Lausanne,, dans un camp de travail du Goulag de 1938 à 1941. Y séjounent les épouses « d'ennemis du peuple ». À la suite de ces arrestations, Maïa Plissetskaïa, privée de ses parents à l'âge de 13 ans, est confiée aux soins de sa tante maternelle, la ballerine Soulamith Messerer, après que celle-ci se fut battue pour que sa nièce ne soit pas placée dans un orphelinat,. Entourée de sa tante, et de son oncle qui est, à l'époque, un des meilleurs pédagogues de l'école de danse du Bolchoï,, la jeune Maïa se dirige tout naturellement vers la danse.
En 1934, elle est admise à l'Elisaveta Pavlovna Gerdt, école de danse du Théâtre Bolchoï ainsi nommée en l'honneur d'Elizaveta Gerdt (1891-1975), ancienne étoile du Ballet Impérial de Saint-Pétersbourg. Cette dernière et M. Leontieva seront ses professeurs. Maïa est très vite remarquée pour son grand talent. Dès 1936, âgée de dix ans, elle fait sa première apparition sur la scène du Bolchoï dans La Belle au bois dormant. Elle écrira plus tard dans ses mémoires: « L'art m'a sauvée. Je me suis concentrée sur la danse et je voulais que mes parents soient fiers de moi. ».
En 1943, nouvellement diplômée de l'école de danse, elle entre au Ballet du Bolchoï et commence une carrière à la même époque que l'illustre Galina Oulanova. Fidèle à son serment, la fille d'un « ennemi du peuple » est devenue la fierté de toute une nation. Fidèle à son rêve, elle ne cessera jamais de danser.

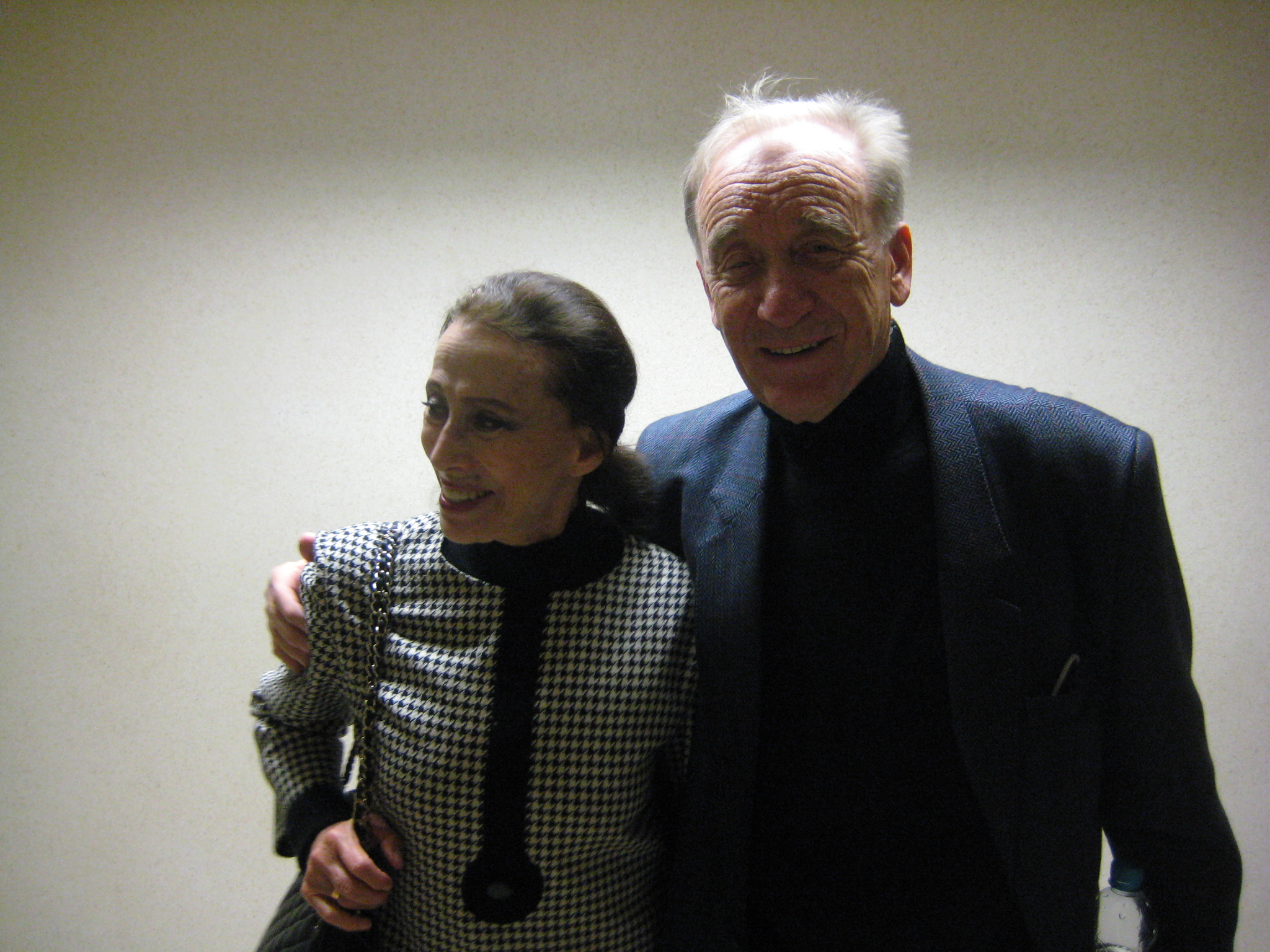
Plisstskaia et Chtchedrine

En 1948, elle refuse de quitter l'Union soviétique, comme elle en aurait eu la possibilité, et travaille pour transmettre son savoir à la nouvelle école de danse soviétique.
En 1958, elle épouse le compositeur soviétique Rodion Chtchedrine. À eux deux, ils écriront une page d'histoire musicale de la Russie.
Malgré son succès, elle n'est pas très bien vue ni traitée par le pouvoir soviétique. En tant que fille d'« ennemis du peuple » et de « personne politiquement peu sûre », la ballerine est en butte incessante à la défiance des autorités : elle n'est pas autorisée à sortir du territoire de l'Union soviétique pendant six ans après avoir rejoint la troupe du Bolchoï. C'est finalement Nikita Khrouchtchev qui, en 1959, l'autorise à se rendre à l'étranger. Lors de son voyage à l'étranger en 1960, la police soviétique lui demande des comptes sur l'amitié qui la lie à Robert Kennedy. Le gouvernement l'utilise comme ambassadrice des arts à l'étranger, mais lui fait les pires affronts dans son pays.
Elle a en 1966 une liaison avec l'acteur américain Warren Beatty, de douze ans son cadet ; il semble qu'ils aient été très amoureux l'un de l'autre malgré la barrière de la langue.
Plus tard, en voyage aux États-Unis, elle rejoint la lutte pour les droits des femmes.
Insatiable, elle avoue plus tard: « Bien sûr, je ne saute plus aussi haut, mais je sens toujours ma force d'hier ». De fait, en 2006, malgré des problèmes de dos, elle est remontée sur la scène de l'Espace Cardin pour fêter ses quatre-vingts ans.
Devenue citoyenne espagnole et après avoir longtemps vécu à Munich, elle réside à Madrid avec son mari, tout en partageant son temps avec la Lituanie dont sa famille maternelle est originaire.
Elle n'a pas d'enfant.
Le 2 mai 2015, Plissetskaïa est prise d'un malaise brutal alors qu'elle se trouve dans son appartement munichois. Malgré les soins prodigués par l'équipe médicale, elle meurt d'un infarctus du myocarde dans une clinique où elle est transportée d'urgence. Les préparations de la célébration de ses 90 ans étaient déjà en cours au Bolchoï,,. De nombreuses personnalités parmi lesquelles Vladimir Poutine et le directeur du théâtre du Bolchoï, Vladimir Ourine, ont exprimé leur condoléances à la famille. Selon sa volonté, ses cendres sont répandues au-dessus de la Russie,,,.

## Carrière

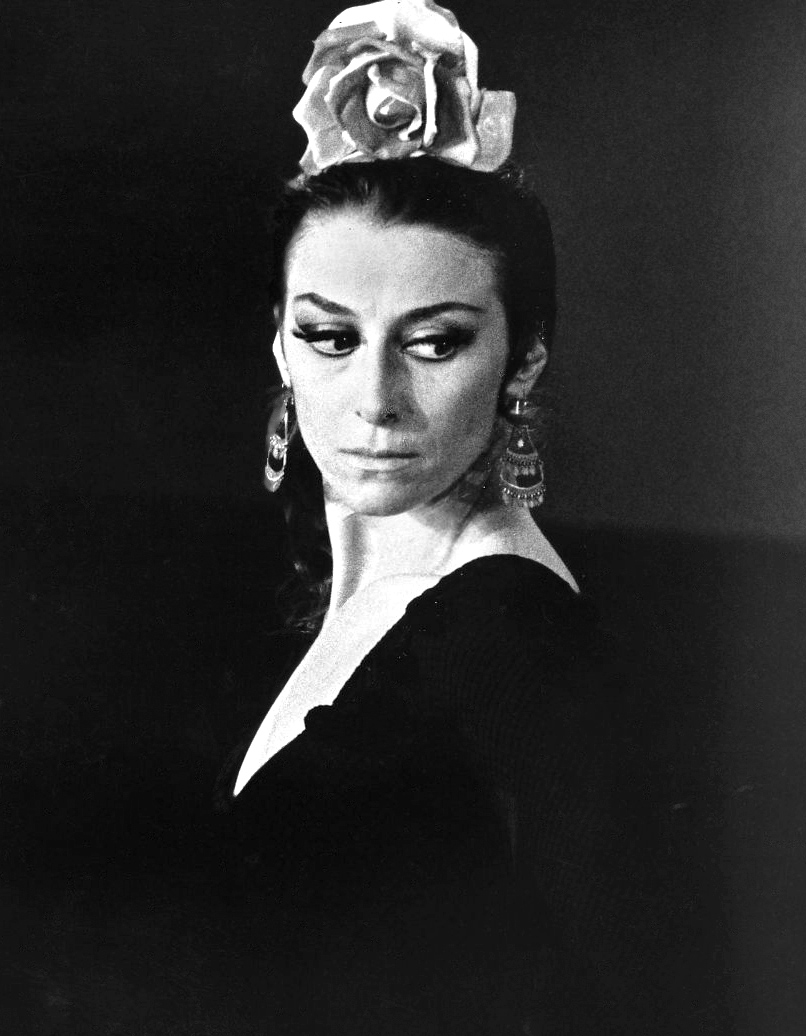
Maya Plisetskaya en Carmen en 1974.

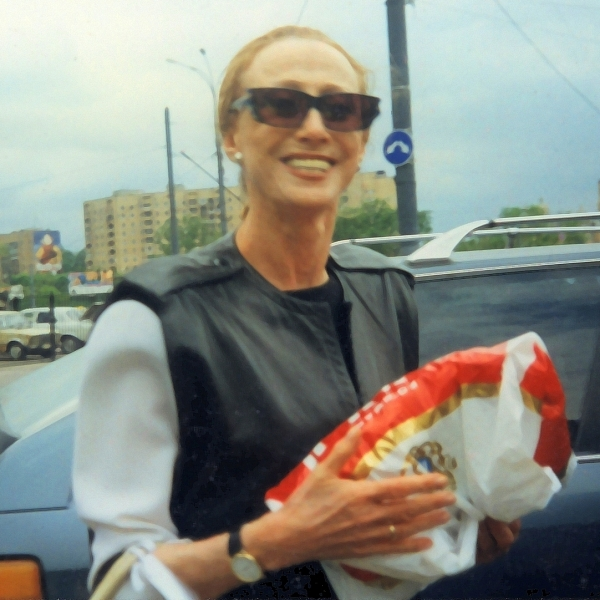
Maïa Plissetskaïa en 2000.

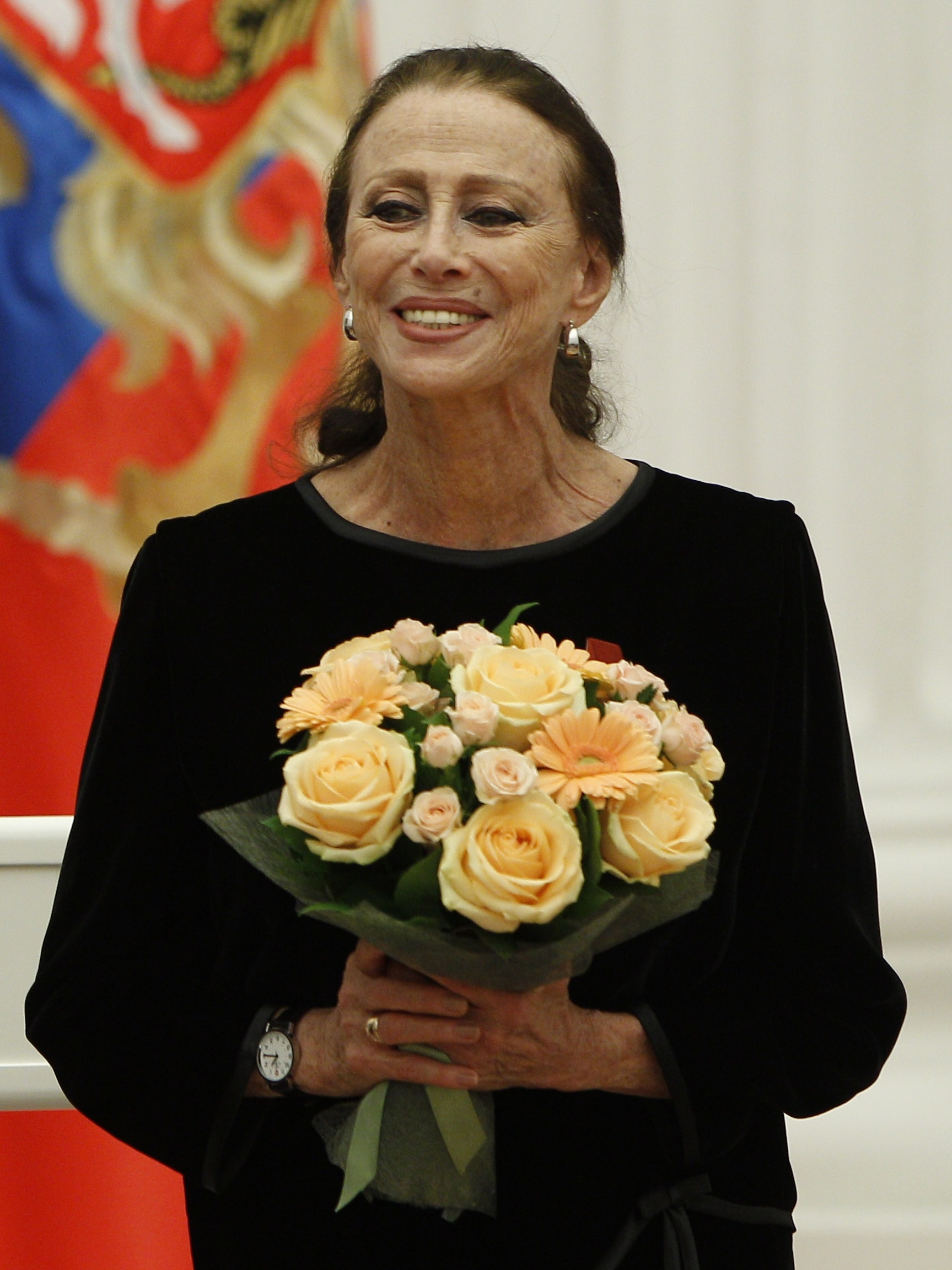
Maïa Plissetskaïa en 2011.

### La Prima Ballerina Assoluta
Contrairement à la plupart des ballerines, Maïa Plissetskaïa ne fit jamais partie du corps de ballet. Elle devient d'emblée soliste.
Ouverte à toute expérience, imaginative, dotée d'un grand sens artistique, d'un talent de comédienne, d'un profond sens musical, et d'une personnalité exceptionnelle, elle a même été qualifiée de « rebelle » par d'aucuns pour avoir vaillamment tenu tête aux multiples affronts (filatures du KGB, véto sur ses projets artistiques, incursions dans sa vie privée, surveillance de ses relations à l'étranger, vexations multiples, etc.) de la classe politique dirigeante de l'époque.
Maïa Plissetskaïa a marqué de son empreinte nombre d'interprétations : l’Odette/Odile du Le lac des cygnes  qu'elle danse, à partir de 1947, avec toujours le même triomphe, à l'occasion de plus de 800 représentations dans le monde entier, ou encore le personnage d’Aurore dans La Belle au bois dormant (1961). La fluidité de ses longs bras reste inégalée dans son interprétation de La mort du cygne de Camille Saint-Saëns, une courte pièce qu'Anna Pavlova avait rendue populaire avant elle, et qui sera la carte de visite de Plissetskaïa sa vie durant.
Maïa Plissetskaïa interprète encore de façon magistrale nombre de ballets parmi lesquels Raymonda, la fougueuse Carmen Suite et Don Quichotte. Il faut encore saluer Roméo et Juliette, Spartacus, Laurencia, La nuit de Walpurgis, Isadora et, plus tard, le Boléro, ballet du chorégraphe et danseur Maurice Béjart sur la musique de Maurice Ravel. Par-delà sa technique extraordinaire, elle sait donner consistance, épaisseur et émotion à chaque personnage qu'elle représente.
On la présente à tous les hôtes étrangers en visite à Moscou mais elle-même ne peut quitter le territoire, malgré ses appels incessants au gouvernement pour faire partie des tournées à l'étranger. Lorsqu'elle y est enfin autorisée, la scène chorégraphique internationale découvre alors en elle l'une des meilleures interprètes russes des rôles classiques comme des rôles modernes. Elle a changé le ballet à jamais, plaçant très haut la barre pour les ballerines du monde entier, à la fois par sa technique brillante et par sa présence dramatique. L'Amérique du Nord l'ovationne en 1959 dans le cadre d'une tournée du Bolchoï. Mais c'est en France que l'étoile de la danse connaît son plus grand succès, elle sera Artiste invitée de l'Opéra de Paris, du Ballet du XXe siècle de Maurice Béjart, du Ballet national de Lausanne, du Ballet de Nancy, de la Biennale de Lyon ainsi que de la plupart des festivals importants.
En 1960, elle est nommée étoile du Bolchoï. En 1962, deux ans à peine après que  Galina Oulanova (première danseuse de 1944 à 1960) eut pris sa retraite, Maïa Plissetskaïa devient, fait extrêmement rare, prima ballerina assoluta du Bolchoï. Elle y défendra, par la suite, contre vents et marées, certains chorégraphes modernes, dont elle a elle-même dansé les nouveaux ballets. C'est grâce à elle que la Russie a pu découvrir l'art d'un Roland Petit ou d'un Maurice Béjart qui disait d'elle qu'elle était la « dernière légende vivante de la danse ». Elle réussit même à danser en U.R.S.S. le Boléro de Ravel chorégraphié par Maurice Béjart alors que ce dernier, incarnant aux yeux du ministre de la culture Ekaterina Fourtseva « Dieu et le sexe », aurait été persona non grata dans le pays.
Elle est artiste invitée de l'Allemagne fédérale en 1967 et participe désormais régulièrement aux tournées du Bolchoï mais elle revient toujours en U.R.S.S.: « Mon époux et ma famille restaient en gage en Russie. » écrit-elle dans ses mémoires, « Je savais ce qui les attendait si je ne revenais pas. C'est pourquoi je ne suis pas restée à l'Ouest. »
Elle danse devant Staline pour l'anniversaire de celui-ci : « J'avais peur. » se souvient-elle « J'étais morte de trac et le parquet était une véritable patinoire. Je scrutais sans cesse le public, cherchant qui était responsable du malheur de ma famille. »
En 1971 Maïa Plissetskaïa danse le rôle-titre d'Anna Karénine que son mari a composé pour elle.
Pendant les années 1980, ne pouvant exploiter correctement toutes ses possibilités en U.R.S.S., elle et son mari se rendent à l'étranger, notamment à Rome où elle est directrice artistique du ballet en 1984 et 1985, puis à Madrid, où elle dirige le ballet national, de 1987 à 1989.
De nombreux chorégraphes, tels que Maurice Béjart, Roland Petit, Youri Grigorovitch ou Alberto Alonso créent des ballets spécialement pour elle. Pierre Cardin l'habillera et sera son fidèle soutien.
En 1990, elle donne sa démission du Bolchoï. Elle est alors âgée de 65 ans et nourrit toujours un intérêt aussi vif pour la danse. Cinq ans plus tard, Maurice Béjart crée, pour elle, le ballet intitulé Ave Maïa qu'elle dansera, pour son 70e anniversaire et ses débuts dans le corps de ballet de Maurice Béjart
Depuis 1994, elle préside un concours international intitulé Maïa.
En 1996, elle est nommée présidente du Ballet impérial russe.
En 2000, elle tourne à Paris et à Moscou le film documentaire Maïa que lui consacre le cinéaste Dominique Delouche.

### La chorégraphe
Maïa Plissetskaïa signe la chorégraphie de trois ballets d'après différentes œuvres de Léon Tolstoï et d'Anton Tchekov sur des partitions de son mari:
- 1971 Anna Karénine, musique Rodion Chtchedrine. Maïa Plissetskaïa en compose la chorégraphie et danse le rôle-titre
- 1980 la Mouette, musique Rodion Chtchedrine
- 1985 La Dame au petit chien, musique Rodion Chtchedrine

### L'actrice
En 1968, elle tient le rôle  de la princesse Tverskaïa dans la version cinématographique d'Anna Karénine du metteur en scène soviétique Alexandre Zarkhi et de Désirée dans le film Tchaïkovski réalisé par Igor Talankine en 1969.

### L'écrivain
Maïa Plissetskaïa a publié ses mémoires, traduits en dix langues et parus, en France, aux éditions Gallimard le 13 octobre 1995 sous le titre français Moi, Maïa Plissetskaïa. Elle y évoque la vie disciplinée d'une danseuse et bien au-delà, soixante-dix années de l'histoire soviétique, de Staline à la perestroïka. Elle décrit son passé, son enfance, la mort de son père, la séparation d'avec sa mère et l'angoisse qu'elle a ressentie à son sujet pendant tout le temps de sa déportation. Elle parle ouvertement des intrigues au théâtre, de l'oppression et de la situation politique générale en Union soviétique.

Danseuse et femme d'exception, laissons à l'écrivain le soin de clore cet article : 

« Je suis née à Moscou. Au royaume de Staline. Puis j'ai vécu sous Kroutchev, Brejnev, Andropov,

Tchernenko, Gorbatchev, Eltsine... Et j'aurai beau faire, jamais je ne renaîtrai une seconde fois.

Vivons notre vie... Et je l'ai vécue. Je n'oublie pas ceux qui ont été bons pour moi.

Ni ceux qui sont morts, broyés par l'absurde. J'ai vécu pour la danse.

Je n'ai jamais rien su faire d'autre. Merci à cette nature grâce à laquelle j'ai tenu bon,

je ne me suis pas laissé briser, je n'ai pas capitulé. »

Moi, Maïa Plissetskaïa (Mémoires)

## Prix et distinctions honorifiques
- 1949 : Premier prix au concours international de la danse de Budapest
- 1951 : Artiste du Peuple de la R.S.F.S.R (Russie soviétique)
- 1958 : Artiste du peuple de l'URSS
- 1962 : Prix Anna Pavlova (Paris)
- 1964 : Prix Lénine
- 1985 : Héros du travail socialiste
- 1986 : Chevalier dans l'ordre des Arts et des Lettres, chevalier de la Légion d'honneur[1]
- 1990 : Médaille d'or du mérite des beaux-arts du Ministère de l'Éducation, de la Culture et des Sports espagnol[25]
- 2000 : Prix « Triumph » de la Russie Indépendante
- 2006 : Le Praemium Imperiale lui est remis par l'Empereur Akihito. Cette distinction est considérée comme le Prix Nobel des arts.
- Docteur honoris causa de la Sorbonne et de l'université Lomonossov

## DVD
Outre le documentaire Maya Plisetskaïa, Diva of dance qui lui est consacré, des DVD de son répertoire ont été édités par Video Artists International (VAI) :
- Le Lac des cygnes (1976) avec, pour partenaire, Alexandre Bogatirev dans le rôle du prince Siegfried. Plissetskaïa écrit à son sujet dans ses mémoires « Beau comme un dieu grec, parfaitement proportionné, romantique. Un partenaire attentionné, impeccable. Je me sentais protégée lorsque je dansais avec lui[9]. », Video Artists International (VAI) 4446. Cette production a célébré le 100e anniversaire du Lac des cygnes au Théâtre Bolchoï. Corps de ballet du Bolchoï.
- Anna Karenina (1980). Compositeur Rodion Chtchedrine, chorégraphie de Maïa Plissetskaïa. Video Artists International (VAI) 4496. Corps de ballet du Bolchoï.

## En savoir plus
- Moi, Maïa Plissetskaïa, Éditions Gallimard, coll. « Témoins », 1995, 492 p.,  (ISBN 2-07-074111-7)
- Maya Plisetskaïa, Diva of dance (DVD), EuroArts, no  d'identification: 2054938.
- Maïa, Katia et Volodia, Doriane Films, Ref: MUDA-7-200;
- « Maïa Plissetskaïa Assoluta », Musica (consulté le 30 avril 2009). Film diffusé en 2002 sur la chaîne de télévision ARTE;
- « Maïa », Iconothèque russe et soviétique;
- « Maïa Plissetskaïa » (présentation), sur l'Internet Movie Database
- (en) Galerie de photos;